# Deutsche Badminton-Mannschaftsmeisterschaft 1966/67
Die Deutsche Badminton-Mannschaftsmeisterschaft 1966/67 bestand aus einer regionalen Ligenrunde, auf welche die Endrunde in Turnierform folgte, welche in München stattfand. Aus den zwei Gruppen qualifizierten sich die Erstplatzierten für das Finale, welches am 7. Mai 1967 ausgetragen wurde. Meister wurde der MTV München von 1879, welcher im Endspiel den 1. DBC Bonn mit 5:3 besiegte.

## Gruppenphase

### Gruppe A
- 1. 1. DBC Bonn
- 2. VfB Lübeck
- 3. 1. Wiesbadener BC
- 4. TSV 1848 Eningen

### Gruppe B
- 1. MTV München von 1879
- 2. 1. BV Mülheim
- 3. BSC Rehberge 1945
- 4. PSV Grün-Weiß Wiesbaden

## Finale
MTV München – 1. DBC Bonn 5:3

## Endstand
- 1. MTV München von 1879
(Franz Beinvogl, Siegfried Betz, Erich Eikelkamp, Rupert Liebl, Hans Sandager, Anke Witten, Lydia Ledderhos, Inge Mönch)
- 2. 1. DBC Bonn
(Wolfgang Bochow, Klaus Walter, Walter Huyskens, Günther Kirch, Irmgard Latz, Gerda Schumacher)
- 3. VfB Lübeck
(Jürgen Jipp, Manfred Puck, Jörg Holtz, Peter Welling, Bärbel Rieckermann, Anneli Hennen, Ilse-Brigitte Riekhof)
- 3. 1. BV Mülheim
(Gerhard Kucki, Horst Lösche, Heinrich Schäfer, Heinz Wossowski, Karin Dittberner, Karin Schäfer)
- 5. 1. Wiesbadener BC
- 5. BSC Rehberge 1945
- 7. PSV Grün-Weiß Wiesbaden
- 7. TSV 1848 Eningen